# HD93075
HD93075 — хімічно пекулярна зоря спектрального класу A7, що має видиму зоряну величину в смузі V приблизно  7,0.
Вона  розташована на відстані близько 362,8 світлових років від Сонця.